# 수업시대
"수업시대"(영어: The Disciple)은 2020년 공개된 인도의 드라마 영화이다.

## 출연

### 주연
- 아디탸 모다크 - 샤리드 네룰카르 역
- 아룬 드라비드 - 구루지 역

### 조연
- 수미트라 바베 - 마아이 역
- 디피카 비데 바그왓
- 키란 야드뇨파빗

## 수상
- 2020년 제25회 부산국제영화제 후보 아시아영화의 창
- 2020년 제58회 뉴욕영화제 후보 장편 상영작
- 2020년 제77회 베니스국제영화제 수상 각본상 (차이타니아 탐하네)
- 2020년 제45회 토론토국제영화제 수상 캐나다 Amplify Voices상 (차이타니아 탐하네)
- 2020년 제57회 금마장 후보 뮤직 아포칼립스
- 2020년 제64회 런던 국제 영화제 후보 크리에이트
- 2020년 제42회 카이로 국제 영화제 후보 오피셜 셀렉션 아웃 오브 컴페티션
- 2020년 제16회 취리히 영화제 후보 국제경쟁